# Județ

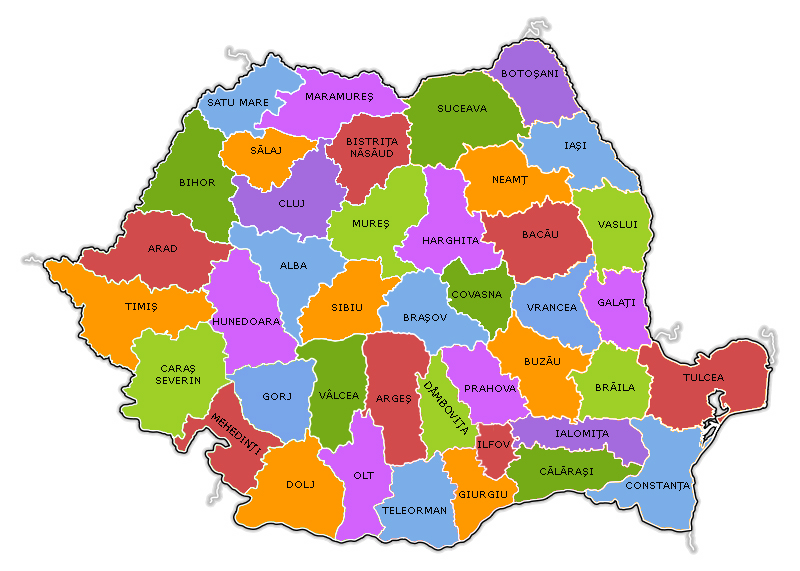
Cele 41 județe din România

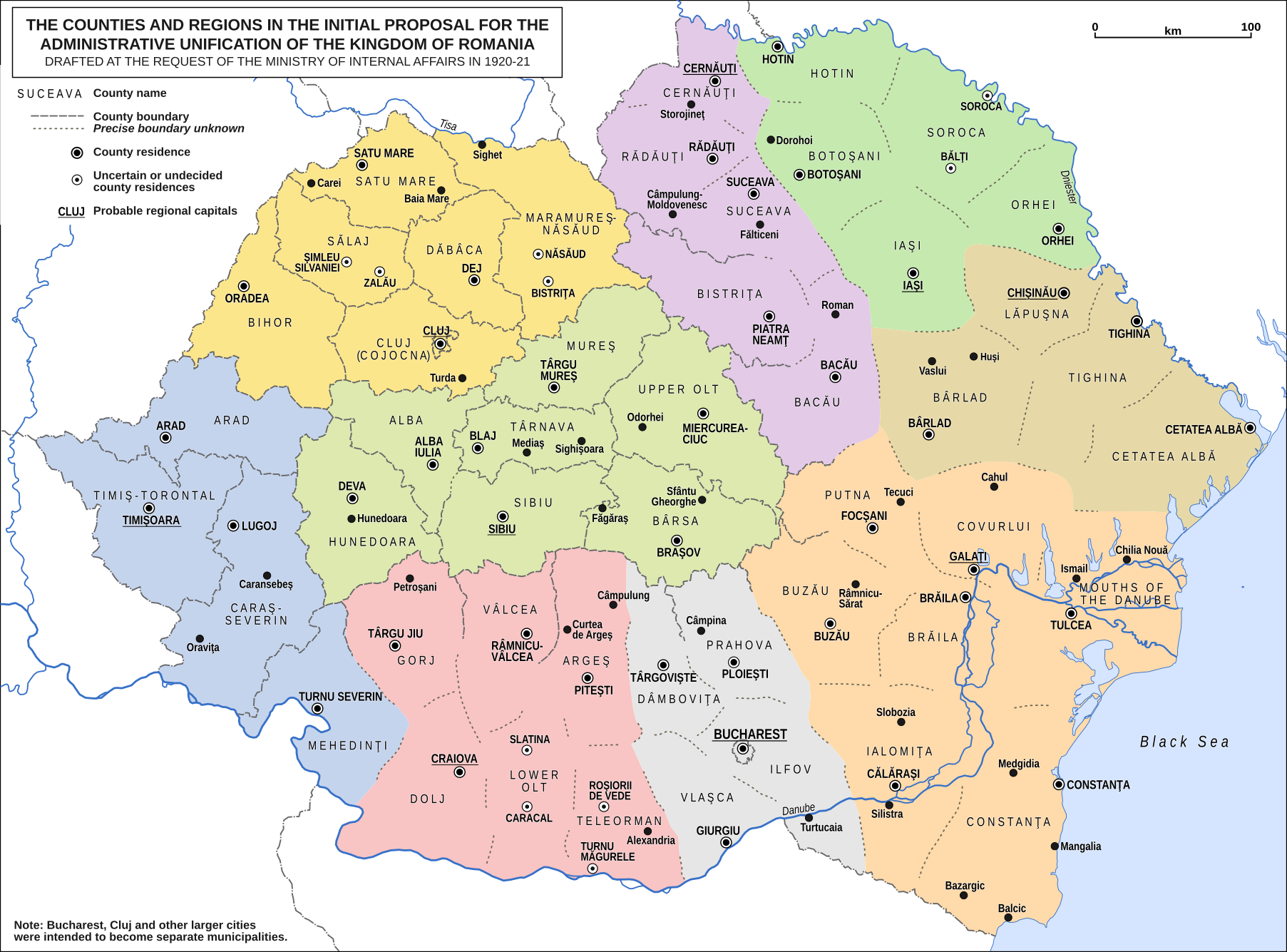
Propunerea de împărțire administrativă a României în județe și regiuni făcută în 1920 de Comisia pentru Studiul unei Noi Arondări a Județelor, condusă de Simion Mehedinți

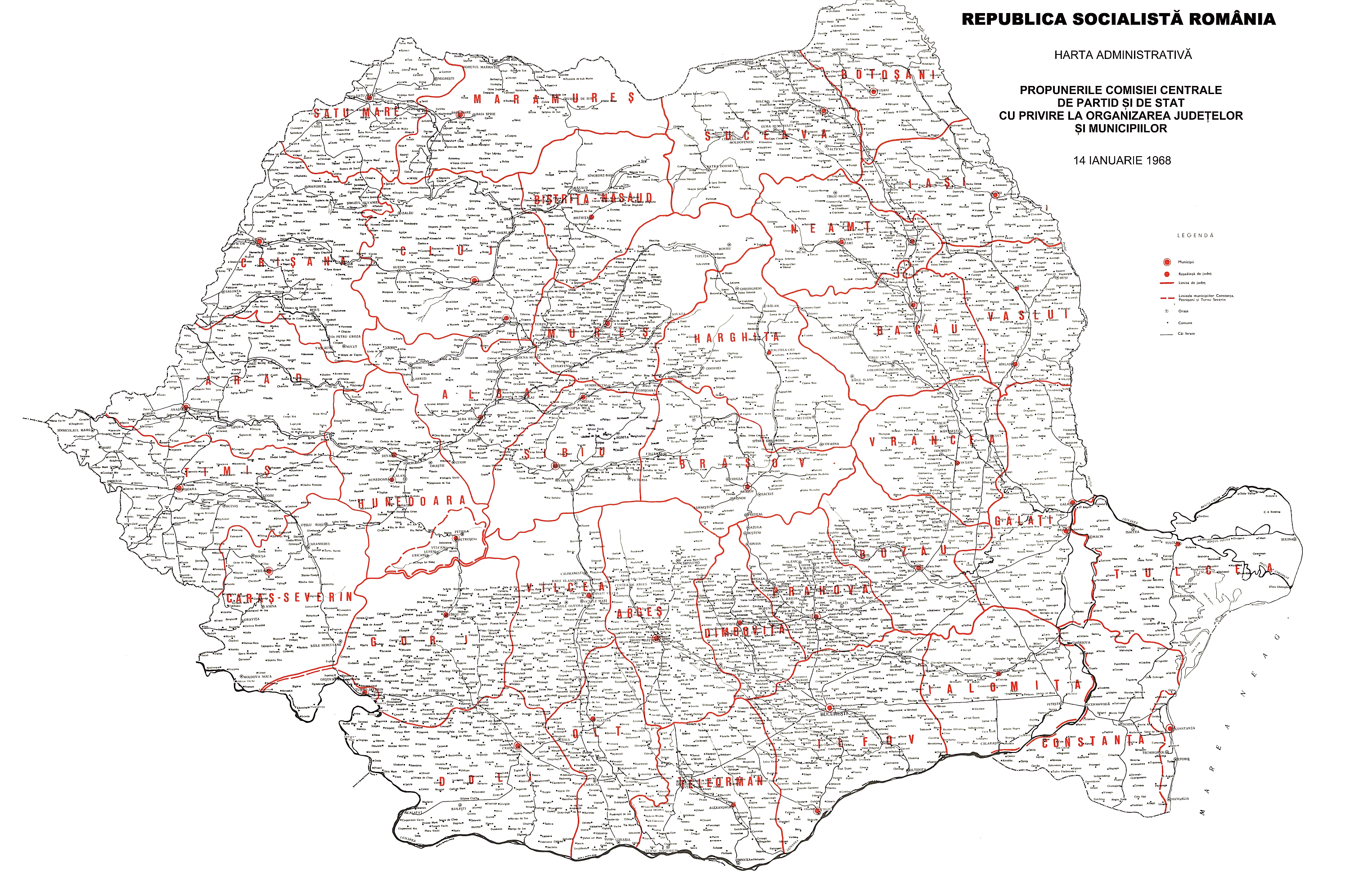
Propunerea inițială din 1968

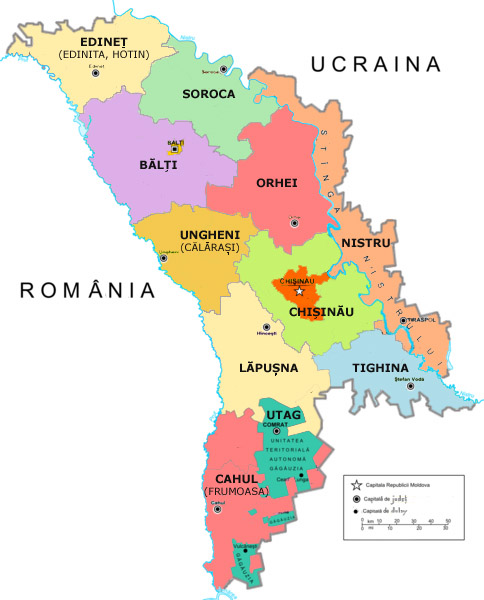
Fostele unități administrative din Republica Moldova (1998-2003): cele 9 județe, municipiul Chișinău și unitățile teritoriale autonome din Stînga Nistrului și Găgăuzia

Județul este o unitate administrativ-teritorială în România, iar din 1998 până în februarie 2003 și în Republica Moldova
Județul își trage denumirea de la jude (din cuvântul latinesc judicium) și era specific Țării Românești. Județele sunt creații domnești, juzii fiind numiți de voievozi. Prin înființarea acestora, domnii au urmărit înlăturarea oricărei autonomii politice a cnezatelor. Județele sunt conduse, în prezent, de un prefect, care este reprezentantul guvernului.

## Țara Românească
Existența județelor este atestată documentar în Țara Românească încă din 1385 primul atestat fiind județul Jaleș într-un hrisov al domnitorului Dan I. Inițial, în secolele XV-XVI, acestea erau circumscripții fiscale în care erau trimiși pentru colectarea taxelor dregători de la curtea domnească sau de la cea a marelui ban. Județul, ca referință geografic-administrativă, începe să fie folosit doar spre 1570, devenind uzual abia în secolul al XVII-lea.
Franco Sivori menționează, în memoriile sale, că Țara Românească avea în acea perioadă 16 județe, fiind primul care precizează numărul exact al acestora. Deși nu sunt menționate explicit ele se pot stabili cu probabilitate pentru acest timp. Astfel, lista include în realitate 17 județe: Mehedinți, Jiul de Sus, Jiul de Jos, Gilort, Vâlcea, Argeș, Muscel, Prahova, Săcuieni, Pădureți, Buzău, Râmnic, Brăila, Ialomița, Ilfov, Vlașca, Teleorman. Pe lângă acestea, mai apar județele Olt și Romanați atestate documentar din secolele XV-XVI. Lista este extinsă până la 23 de județe dintre care doar 16-17 sunt menționate în mod constant.
În baza atestărilor documentare ale termenului județ din documentele muntenești până la domnia lui Petru Cercel, acestea sunt: Jaleș, Vâlcea, Motru, Elhov, Prahova, Brăila, Romanați, Mehedinți, Jiul de Sus/Gorj, Pădureților, Vlașca, Olt, Gilort, Teleorman, Buzău, Jiul de Jos/Dolj, Râmnicu Sărat, Saac și Ialomița. Dintre aceste 19 județe, Jaleș, Motru și Gilort nu mai apar în documente după 1502 și se poate presupune că cele rămase sunt județele la care a făcut referire Franco Sivori.
La sfârșitul secolului al XVI-lea, puterea domnească exercită un control mai strict asupra întregului teritoriu al Țării Românești. Județele nu mai au rol de circumscripție financiară, ci devin unități administrativ-teritoriale. Astfel, după întemeierea județelor Argeș și Dâmbovița și desființarea județului Brăila se definitivează organizarea administrativă a Țării Românești în 17 județe.

## Principatul Moldovei
În Moldova, unitățile administrative erau ținuturile.

## Transilvania și Banat
În Transilvania și Banat, diviziunea teritorială tradițională a fost megieșul. 

## România
După unirea din 1918, împărțirea pe județe a fost extinsă la întreg teritoriul Regatului Român. Într-o primă fază, o comisie condusă de geograful Simion Mehedinți a propus o organizare administrativă bazată pe 48 de județe mari cu o populație de aproximativ 300.000-400.000 locuitori, grupate în 9 regiuni. În urma protestelor venite din partea autorităților locale față de acest proiect, au fost constituite, în final, 71 de județe, de mărimi variabile. Astfel, județul Suceava (1.309 km²) avea în perioada interbelică o întindere de 6,6 ori mai mică decât județul Tulcea (8.628 km²), iar județul Făgăraș (86.461 locuitori, în 1930) o populație de aproape 6 ori mai mică decât județul Timiș-Torontal (500.416 locuitori, în 1930).

Județele Țării Românești (1601-1718)
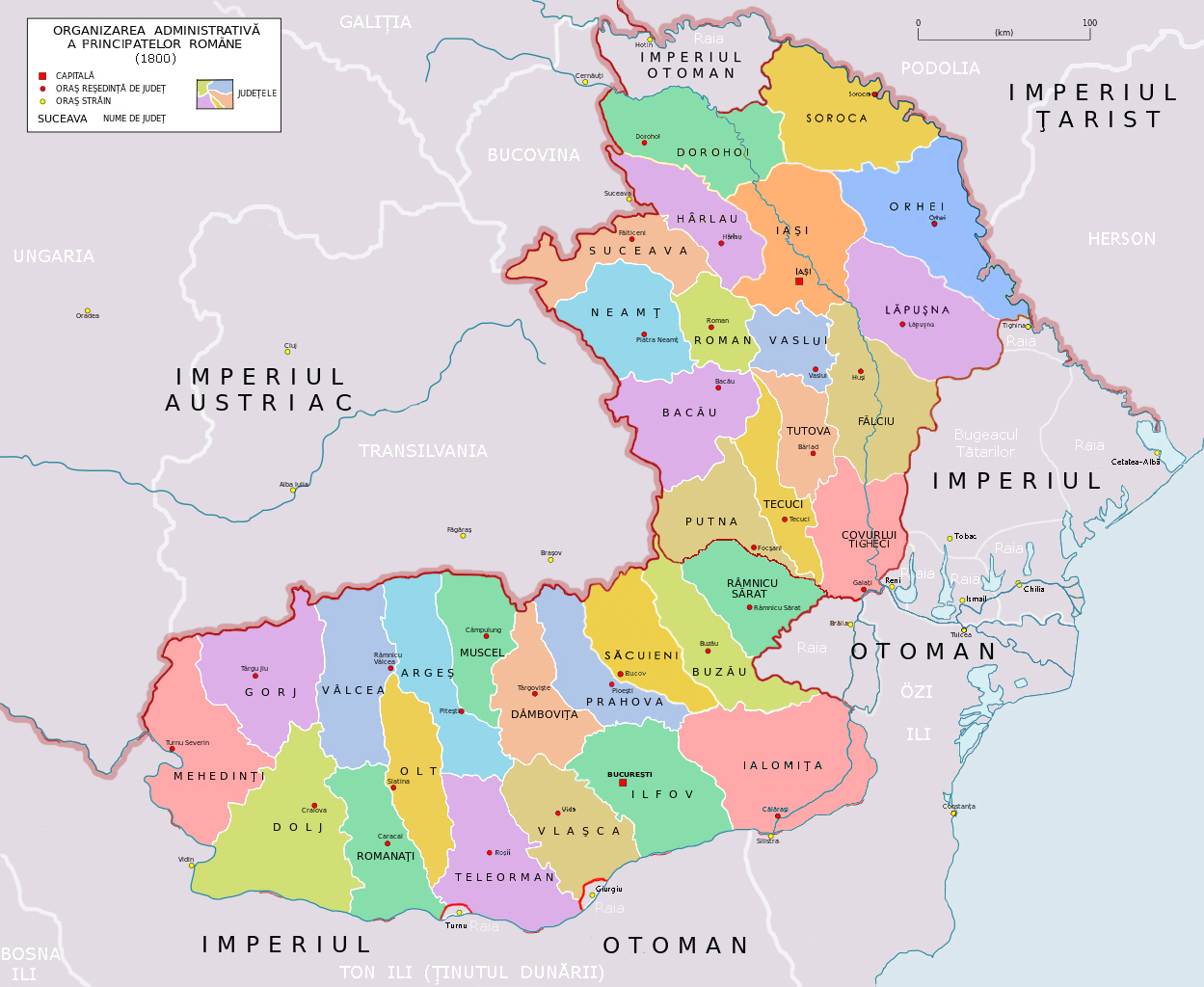
Județele principatelor române în 1800
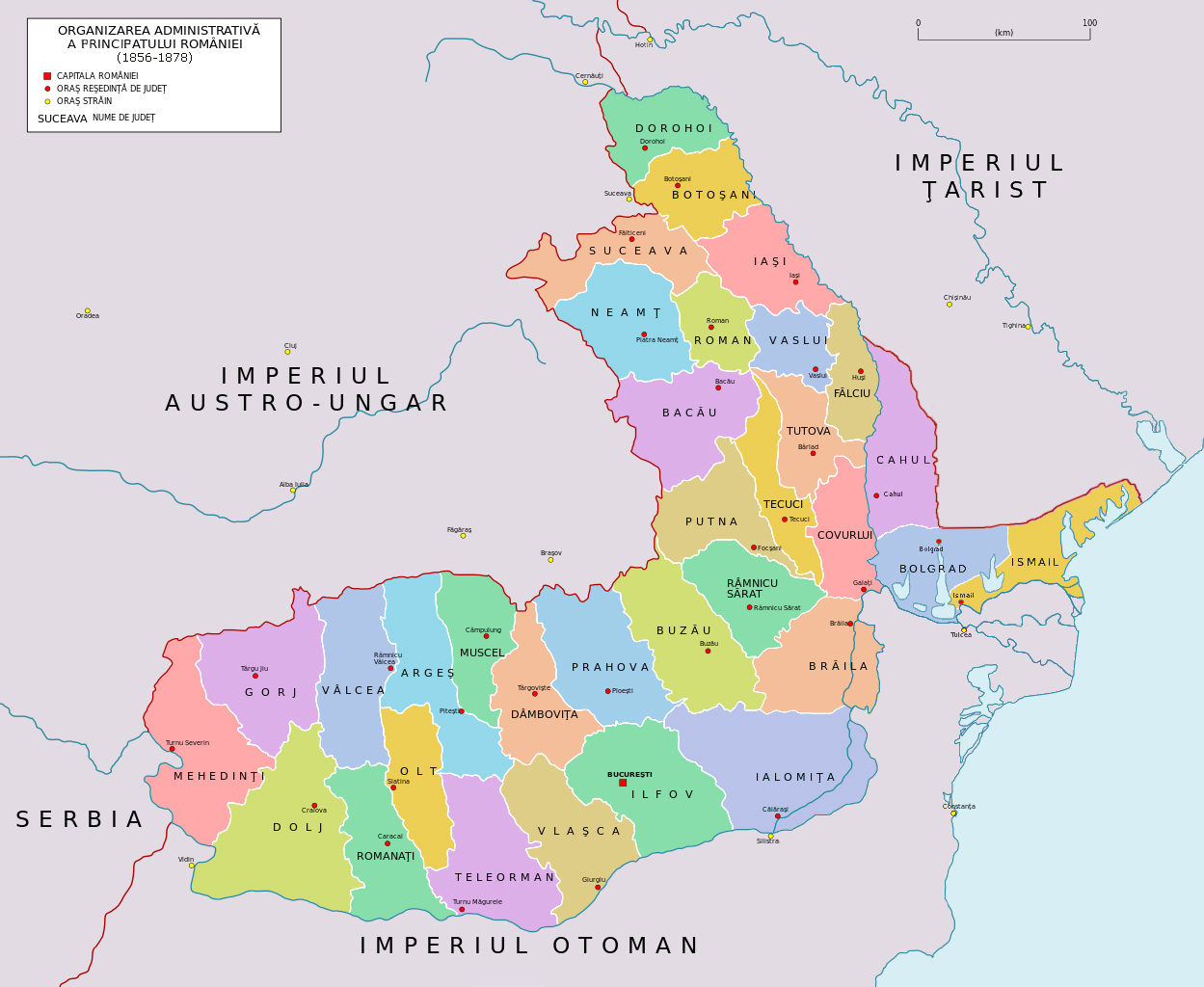
Județele principatelor române între 1856 și 1878
Județele României până în 1913
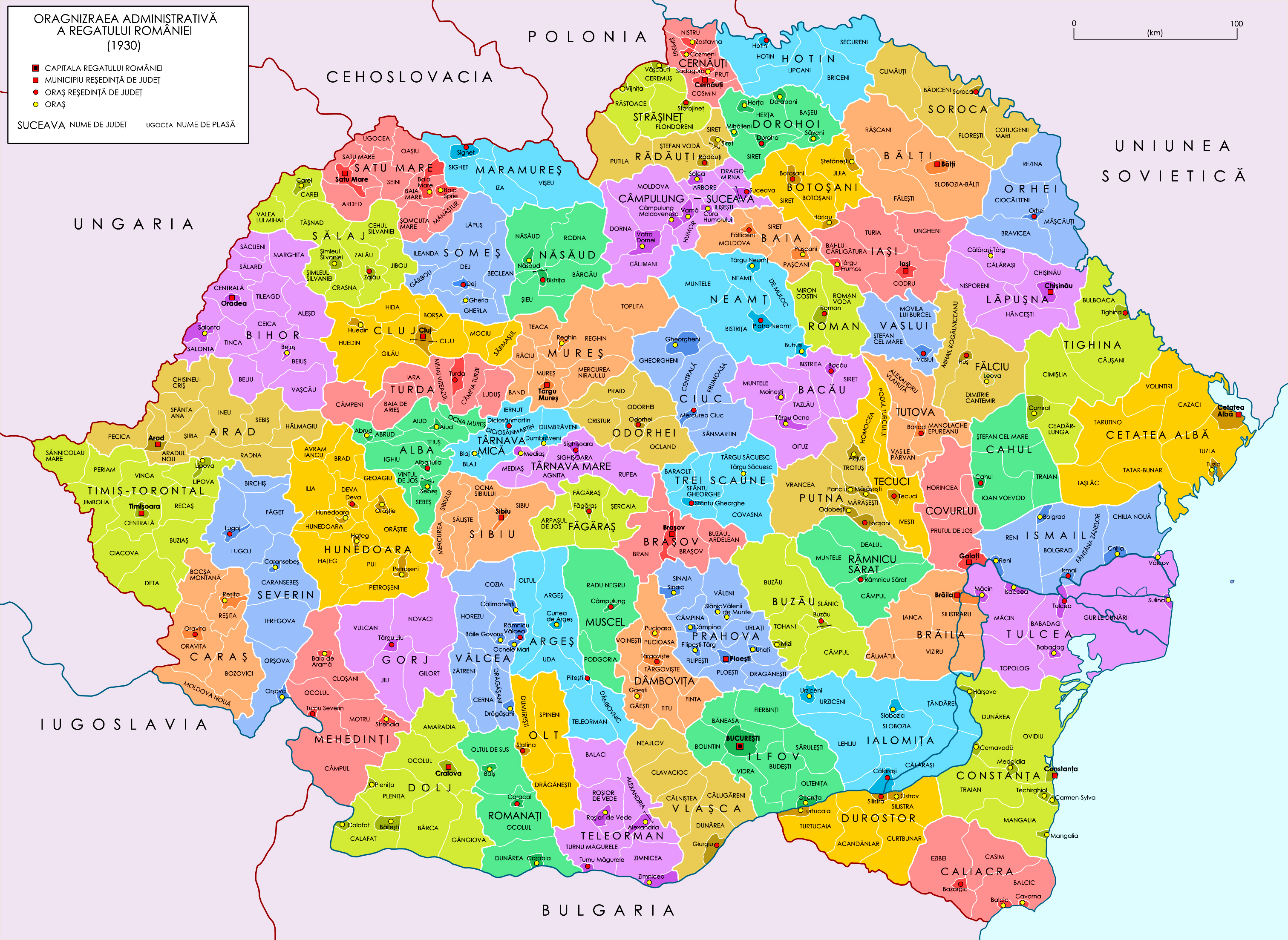
Cele 71 de județe ale regatului României între 1936 și 1939
În violet cele 41 județe actuale, suprapuse regiunilor istorice (în culori) și județelor interbelice (în alb)

După instaurarea regimului comunist în România, legea reformei administrative adoptate pe 6 septembrie 1950 după model sovietic a desființat județul, ca unitate administrativ-teritorială. La următoarea reformă administrativă majoră, care a avut loc în anul 1968 (17 februarie), autoritățile comuniste au revenit la împărțirea pe județe, întinderea acestora fiind însă diferită față de cea din perioada interbelică. Această lege a suferit unele modificări pe: 19 decembrie 1968, 1 august 1979 și 23 ianuarie 1981. Cu acea ocazie, unele județe istorice nu au fost reactivate, cum ar fi județele: Făgăraș, Turda, Someș, Târnava Mică, Târnava Mare, Trei Scaune, Fălciu, Tutova, Roman, Putna, Muscel, Romanați etc.
Teritoriul României este împărțit, în prezent, în 41 de județe, plus municipiul București. Jumătate din județele actuale ale României se află în apropiere de mărimea medie a acestora de 6.000 de km².
Județele sunt (în ordine alfabetică): 
| - Alba - Arad - Argeș - Bacău - Bihor - Bistrița-Năsăud - Botoșani - Brașov - Brăila - Buzău - Caraș-Severin - Călărași - Cluj - Constanța - Covasna - Dâmbovița - Dolj - Galați - Giurgiu - Gorj - Harghita | - Hunedoara - Ialomița - Iași - Ilfov - Maramureș - Mehedinți - Mureș - Neamț - Olt - Prahova - Satu Mare - Sălaj - Sibiu - Suceava - Teleorman - Timiș - Tulcea - Vaslui - Vâlcea - Vrancea |

## Republica Moldova

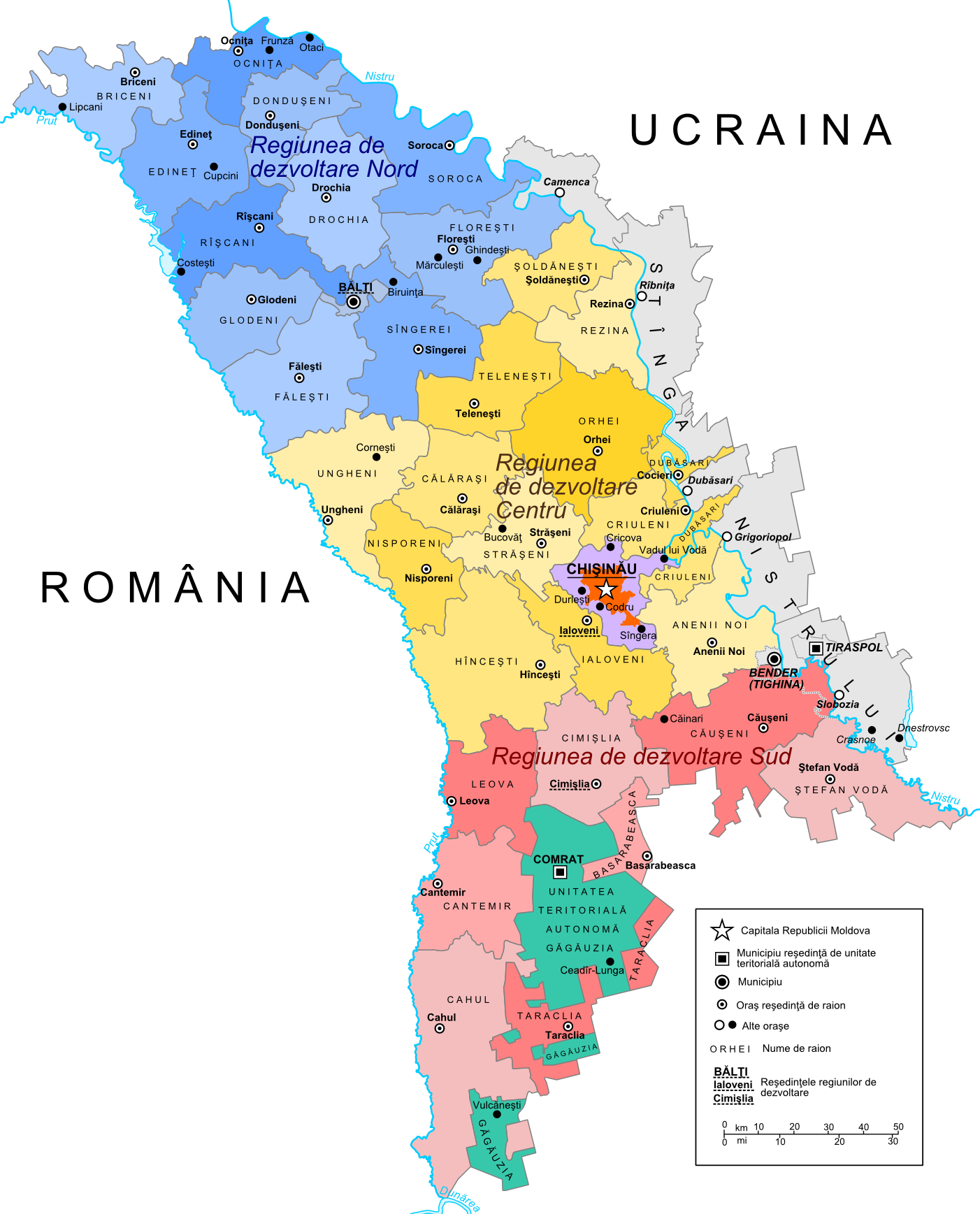
Unitățile administrative actuale (raioane) ale Republicii Moldova

În 1998, Republica Moldova a fost împărțită în 9 județe, un municipiu și două unități teritoriale:
- Bălți
- Cahul
- Chișinău (municipalitate)
- Județul Chișinău
- Edineț
- Găgăuzia (unitate teritorială autonomă)
- Lăpușna
- Orhei
- Soroca
- Stânga Nistrului (unitate teritorială)
- Tighina
- Ungheni

Începând cu anul 2003, Republica Moldova a revenit la sistemul sovietic de împărțire administrativă în raioane (a se vedea articolul: Raioanele Republicii Moldova). 